# Gliese 806
Gliese 806 is een rode dwerg met een spectraalklasse van M1.5. De ster bevindt zich 39,35 lichtjaar van de zon.